# Caza (fumettista)
Caza o Philippe Caza, pseudonimo di Philippe Cazaumayou (Parigi, 14 novembre 1941), è un fumettista francese.

## Biografia
Iniziò a lavorare a 18 anni nel campo della pubblicità fino a quando, nel 1970, esordì come autore di fumetti pubblicando la sua prima opera, Kris Kool. Poi pubblicò alcuni lavori sulla rivista Pilote, iniziando con la serie Quand les costumes avaient des dents nel 1971, seguita poi da altri brevi lavori che vennero poi raccolti in un volume antologico, Le Caillou Rouge, edito dalla Dargaud nel 1985. Sempre su Pilote, dal 1975 venne pubblicata la serie di storie Les Chroniques de la Vie de Banlieue, seguita da L'Âge d'Ombre, Les Habitants du crépuscule e Les Remparts de la nuit. Dal 1976, per la rivista Métal Hurlant, produsse storie di genere fantascientifico con titoli come Sanguine, L'oiseau poussière, inizialmente realizzate in bianco e nero per poi realizzare storie a colori nei lavori successivi come Arkhê, Chimères e Laïlah. Queste ultime vennero pubblicate in volume da Les Humanoïdes Associés.
Dal 1985 al 1987 collaborò con René Laloux per la realizzazione del film d'animazione Gandahar.
La saga di fantascienza Le Monde d'Arkadi venne edita prima da Les Humanoïdes e poi da Delcourt dal 1989 al 1996. La Dargaud pubblicò nel 1985 Mémoires des Écumes, una storia fantasy scritta da Christian Lejalé.
Dal 2002 al 2003 ha lavorato con Philippe Leclerc al film d'animazione I figli della pioggia.
In Italia le sue opere vennero principalmente pubblicate sulla rivista a fumetti Totem agli inizi degli anni Ottanta e sulla rivista a fumetti Bhang agli inizi degli anni Novanta.